# 西尔泉 (阿拉巴马州)
西尔泉（英語：Sylvan Springs）是美国阿拉巴马州下属的一座城市。面积约为8.69平方英里（约合22.5平方公里）。根据2010年美国人口普查，该市有人口1,542人，人口密度为177.53/平方英里（约合68.53/平方公里）。